# Morro da Babilônia

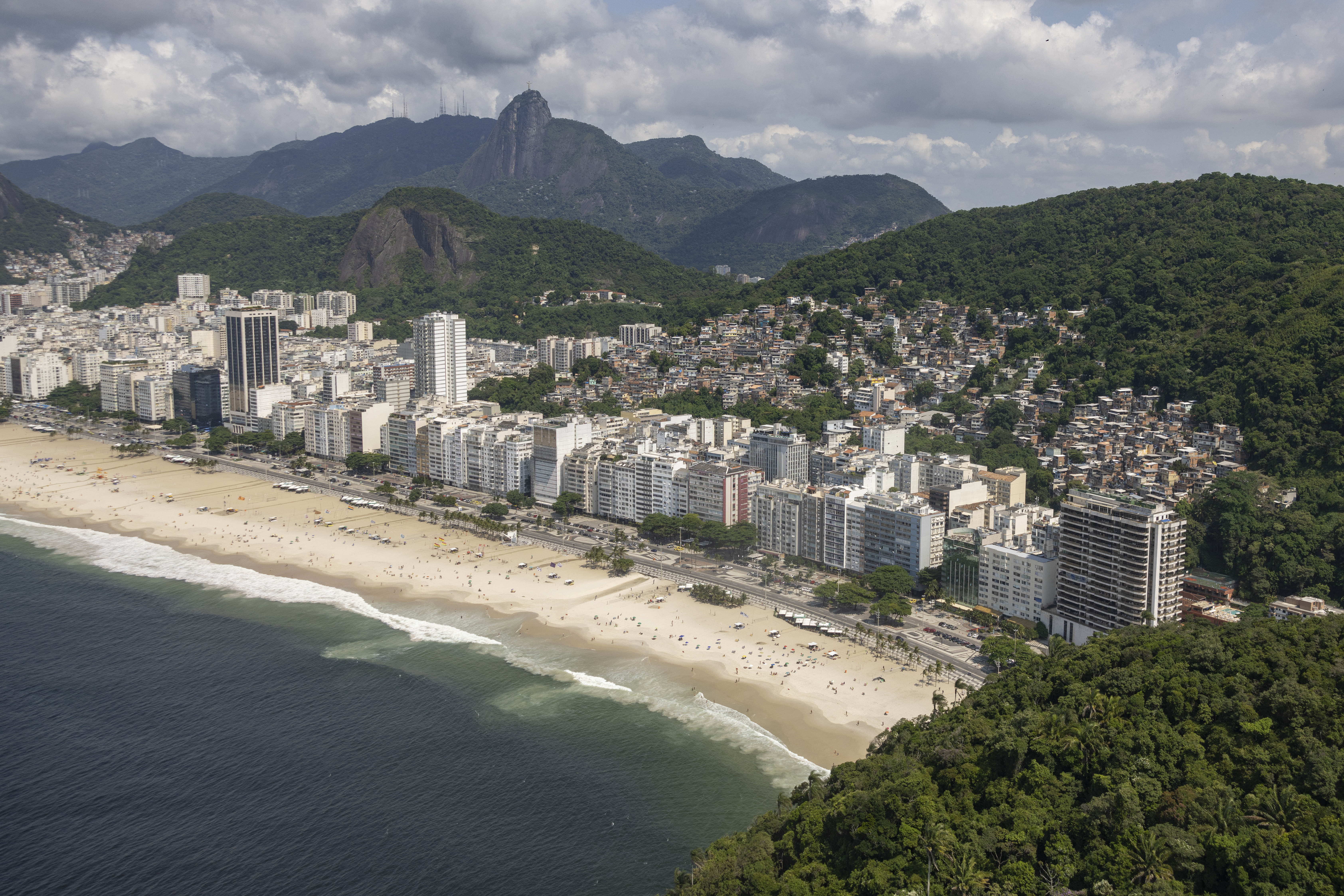
Ansicht der flacheren Südflanke mit den Favelas Babilônia und Chapéu Mangueira in Leme (rechte Bildhälfte und Bildmitte)

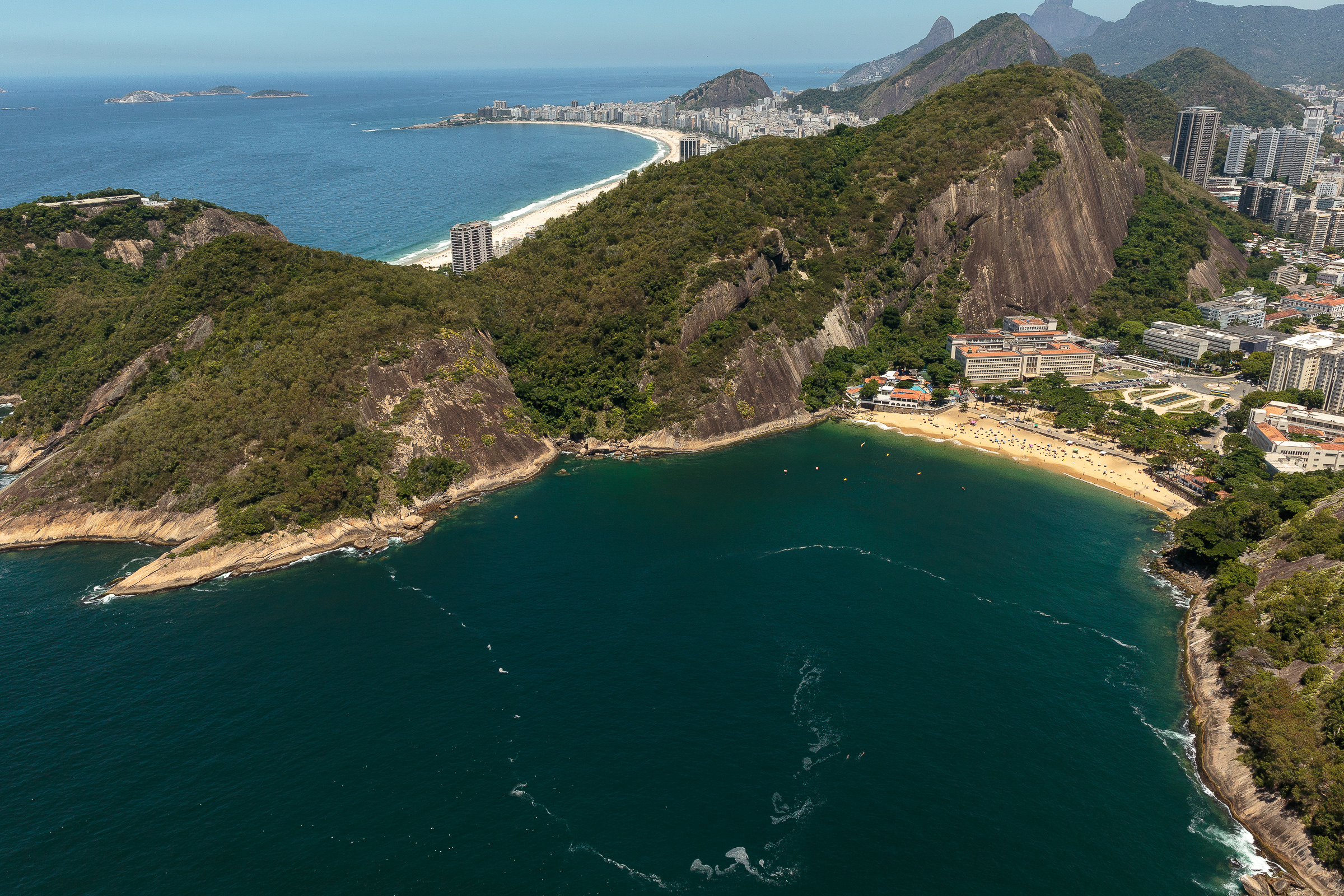
Ansicht der Nordflanke an der Praia Vermelha in Urca (rechte Bildhälfte und Bildmitte)

Der Morro da Babilônia ist ein länglicher Hügel, der in Rio de Janeiro die südlich gelegenen Stadtteile Leme und Copacabana von den Stadtteilen Botafogo und Urca trennt. Er ragt etwa 238 Meter über den Meeresspiegel und ist großenteils von Atlantischem Regenwald bedeckt. Sein Untergrund besteht aus einem Granitfelsen, der vor allem an der steilen Nordflanke zu Tage tritt. Am Fuß der Nordflanke in Urca liegt ein Campus der Universidade Federal do Rio de Janeiro mit dem klassizistischen Palácio Universitário aus dem 19. Jahrhundert. Die flachere Südflanke des Berges in Leme ist besiedelt von zwei Favelas. Babilônia, die größere der beiden Siedlungen mit rund 2500 Einwohnern, ist nach dem Felsen benannt; die kleinere heißt Chapéu Mangueira und zählt etwa 1300 Seelen. Die Ortsbezeichnung soll sich der Überlieferung nach auf die Hängenden Gärten der Semiramis in Babylon beziehen.
Auf dem Bergrücken, der ausgehend von Leme oder vom Parque Estadual da Chacrinha in Copacabana durch Wanderwege erschlossen ist, liegt eine Lichtung mit großartigen Aussichten auf Rio de Janeiro, den Südatlantik, die Guanabara-Bucht, den Zuckerhut und weitere Felsformationen, die die Silhouette der Großstadt prägen. Es bestehen Wegeverbindungen zu den benachbarten Bergrücken des Morro de São João, des Morro do Urubú und des Morro do Leme mit dem Fort Duque de Caxias. Auf dem Bergrücken des Morro da Babilônia befinden sich auch Reste von Bunkern, die die Brasilianischen Streitkräfte während des Zweiten Weltkriegs errichtet hatten, um die Stadt vor befürchteten Angriffen zu schützen.
Zusammen mit dem Morro de São João bildet der Morro da Babilônia das Schutzgebiet Área de Proteção Ambiental dos Morros da Babilônia e São João, das mit der angrenzenden Área de Proteção Ambiental dos Morros da do Leme, Urubu e Ilha de Cotunduba als Parque Natural Municipal Paisagem Carioca per Dekret aus Gründen der Biodiversität unter Naturschutz gestellt ist. Auf der Nordseite des Berges, nahe der Praia Vermelha in Urca, ereignete sich 1966 ein Erdrutsch.